# Black Milk (gruppo musicale)
Le Black Milk sono state un girl group ceco attivo dal 2002 al 2005 e composto da Helena Zeťová, Tereza Kerndlová e Tereza Černochová.

## Carriera
Le componenti delle Black Milk si sono incontrate per la prima volta durante delle riprese televisive per il canale TV Nova. Hanno pubblicato due album, Modrej dým (2002) e Sedmkrát (2003), fino al loro scioglimento definitivo avvenuto nella primavera del 2005. Tutte e tre le componenti hanno avviato le loro carriere da solista in seguito allo scioglimento del gruppo: in particolare, Tereza Kerndlová è nota per aver rappresentato la Repubblica Ceca all'Eurovision Song Contest 2008.

## Discografia

### Album
- 2002 - Modrej dým
- 2003 - Sedmkrát

### Raccolte
- 2007 - Nechci tě trápit

### Singoli
- 2002 - Nechci tě trápit
- 2002 - Modrej dým
- 2002 - Pár nápadů